# Bekerkraakbeentje
De bekerkraakbeentjes of cartilagines arytaenoides (enkelvoud: cartilago arytaenoides) zijn stukken kraakbeen in de strot. Zij ondersteunen de stembanden.